# Nahúm (profeta)

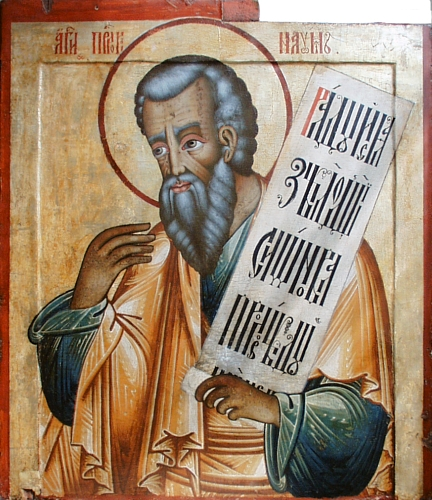
Icono ruso de Nahúm..

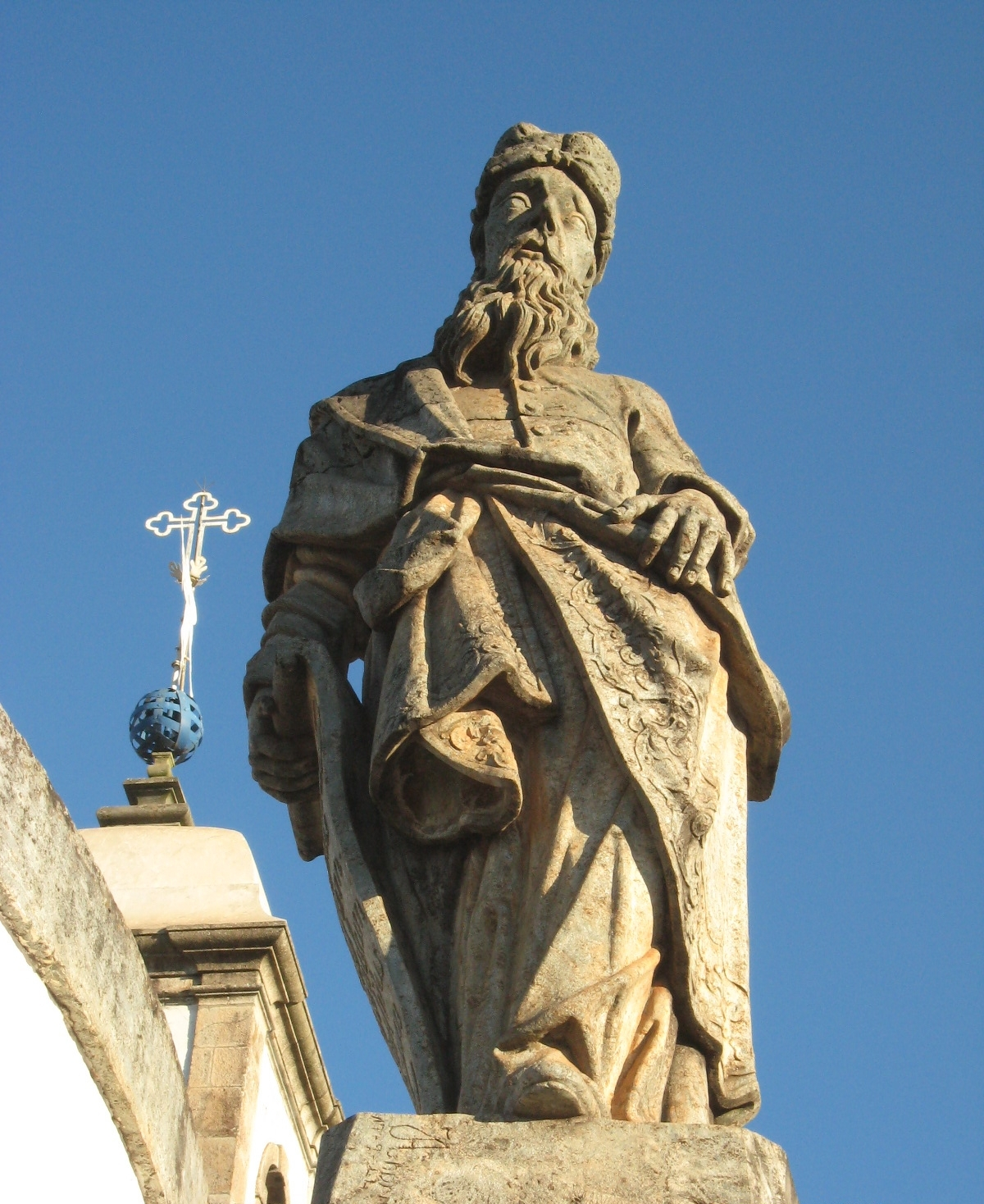
Profeta Nahúm, por Aleijadinho, Congoñas, Minas Gerais, 1800-5.

Nahúm (hebreo: נַחוּם, Nahum) fue un profeta menor originario de Galilea que escribió el Libro de Nahúm,
uno de los libros del Antiguo Testamento. Es el séptimo profeta según la lista tradicional de doce profetas menores.
Su nombre proviene del hebreo נָחוּם [Nājjūm], que significa "lleno de consolación".
Con todo, poco se sabe de este Najum. En el propio Libro de Nahúm dice que era un «elkesita» o «elkoshita».
El exégeta bíblico Jerónimo de Estridón, en su comentario respecto a este libro, nota erróneamente que «eljoshita» es una indicación patronímica: "hijo de Elqosh". Sin embargo, se trata de un gentilicio: el profeta nació en Eljosh.
La teoría más aceptada respecto al sitio proviene de Vidas de los profetas, obra que se suele atribuir a san Epifanio: «Elqosh queda más allá de Beth-Gabre, en la tribu de Simeón».
Beth-Gabre (Beit Jibrín) sería la antigua Eleuterópolis, en la frontera de Judá con Simeón. Esta postura fue adoptada por el martirologio romano: el 1 de diciembre se celebra Begabar (lo cual posiblemente sea derivación de Beth Gabre).